# サン・ピエトロ・イン・グ
サン・ピエトロ・イン・グ（伊: San Pietro in Gu）は、イタリア共和国ヴェネト州パドヴァ県にある、人口約4,200人の基礎自治体（コムーネ）。

## 地理

### 位置・広がり

#### 隣接コムーネ
隣接するコムーネは以下の通り。括弧内のVIはヴィチェンツァ県所属を示す。
- ボルツァーノ・ヴィチェンティーノ (VI)
- ブレッサンヴィード (VI)
- カルミニャーノ・ディ・ブレンタ
- ガッツォ
- グラントルト
- ポッツォレオーネ (VI)
- クイント・ヴィチェンティーノ (VI)

### 気候分類・地震分類
サン・ピエトロ・イン・グにおけるイタリアの気候分類 (it) および度日は、zona E, 2385 GGである。
また、イタリアの地震リスク階級 (it) では、zona 2 (sismicità media) に分類される。